# Sektion Gleiwitz
Die Sektion Gleiwitz des Deutschen Alpenvereins (kurz DAV Gleiwitz) war eine Sektion des Deutschen Alpenvereins in Gleiwitz.

## Gründung
1894 wurde die Sektion Gleiwitz des DuOeAV mit 127 Mitgliedern gegründet. Ende des Jahres hatte die Sektion 158 Mitglieder. 1899 wurde in den österreichischen Alpen im Hirzbachtal die Gleiwitzer Hütte erbaut und vom 22. bis 24. Juli 1900 eingeweiht. 1901 wird die Sektion als eingetragener Verein errichtet. Als einzige Sektion in Oberschlesien überstand sie den Ersten Weltkrieg. 1910 wird in Kattowitz eine eigene Sektion gegründet.
1924 schloss der Deutsche und Österreichische Alpenverein die Sektion Donauland aus. Die Sektion Gleiwitz schlug vor, ein Schiedsgericht anzurufen. Gemeinsam mit den Sektionen Aachen, Berlin, Essen, Frankfurt am Main, Gelsenkirchen, Gummersbach, Leipzig, Mainz, Marburg und Zwickau stimmte Gleiwitz gegen den Ausschluss der Sektion Donauland.
Nach dem Zweiten Weltkrieg übernahm die Sektion Zell am See des Österreichischen Alpenvereins die Hütte, sie wurde wie alle reichsdeutschen Hütten umbenannt. Ihr Name war in dieser Zeit Hoch-Tenn-Hütte. Später betreuten diese die Sektionen Rohrbach (ab 1948) und Amstetten (ab 1951). 1954 wurde die Sektion in Lübeck unter Vorsitz von Franz Wanke wieder ins Leben gerufen. Ihre Mitglieder sind in ganz Deutschland verstreut. 1956 wurden die deutschen Hütten vom ÖAV an die jeweiligen Sektionen des DAV übergeben. Hiervon waren aber die Sektion Gleiwitz, Breslau, Kattowitz und Königsberg/Pr., die im heutigen Polen ihren Sitz hatten, ausgenommen. Ab 1968 betreuten die Sektionen Gleiwitz und die im Vorjahr gegründete Sektion Tittmoning die Hütte gemeinsam. 1972 kaufte die Sektion Tittmoning die Hütte vom DAV. 1979 starb der Wiedergründer und Vorsitzender Franz Wanke, 1981 sein Stellvertreter Christoph Elsner. 1982 bestellte das Amtsgericht Lübeck Christiane Wanke zum Notvorstand. Sie löste, wie von den Mitgliedern beschlossen, die Sektion Gleiwitz auf. 32 Mitglieder bilden die Gruppe Gleiwitz der Sektion Tittmoning des Deutschen Alpenvereins.

## Sektionsvorsitzende
Eine chronologische Übersicht über alle Präsidenten der Sektion seit Gründung.
| Amtszeit  | Vorsitzender                      | Anmerkung                         |
| --------- | --------------------------------- | --------------------------------- |
| 1895–1906 | Max Hirschel                      | Verstarb im Amt                   |
| 1907–1911 | Schrader                          |                                   |
| 1911–     | Lustig                            |                                   |
| 1930–1933 | Albert Schnur                     |                                   |
| 1933      | Lustig / Sektionsführer Przikling |                                   |
| 1934–1944 | Purkhold                          |                                   |
| 1953–1979 | Franz Wanke                       |                                   |
| 1979–1981 | Christoph Elsner                  | 2. Vorsitzender und Schatzmeister |
| 1981–1982 | Liselotte Wanke                   | Schriftführerin                   |
| 1982      | Christiane Wanke                  | Notvorstand                       |

## Mitgliederentwicklung
| Jahr | Mitglieder |
| ---- | ---------- |
| 1895 | 141        |
| 1896 | 224        |
| 1897 | 279        |
| 1898 | 391        |
| 1900 | 405        |
| 1903 | 560        |
| 1904 | 550        |
| 1906 | 613        |
| 1910 | 502        |
| 1911 | 517        |
| 1912 | 473        |
| 1913 | 462        |
| 1914 | 405        |
| 1918 | 280        |
| 1919 | 258        |
| 1924 | 650        |
| 1927 | 670        |
| 1928 | 615        |
| 1930 | 613        |
| 1931 | 534        |
| 1953 | 022        |
| 1954 | 030        |
| 1956 | 048        |
| 1957 | 057        |
| 1961 | 083        |
| 1964 | 096        |
| 1968 | 114        |
| 1975 | 085        |
| 1979 | 074        |
| 1980 | 060        |
| 1982 | 045        |

## Ehemalige Sektionshütte
- Gleiwitzer Hütte, 2176 m ü. A. (Glocknergruppe)